# Corpoparassita
Corpoparassita è un progetto musicale formatosi nel 2001 ad Alessandria con il nome di Haselwurm come duo dedito al noise e al drones. Ha registrato una lunga serie di lavori nei formati più diversi, spaziando da un gelido dark ambient al minimalismo rumorista più estremo, di solito in tirature limitatissime per etichette di tutto il mondo. 

## Formazione
- Diego Cestino
- Guido Bisagni

Ex membri:
- Alessandro Scotti
- Mehmet Raffaele Frugis

## Discografia parziale
- Inverno 1556 pt.I (Cass) CP incisioni (Italy) 2002
- Inverno 1556 pt.II (Cass) CP incisioni (Italy) 2002
- Il Lutto E le Alterazioni Degli Stati Di Coscienza (CDr) Inverno/CP (Italy) 2003
- Il Morbo Di Hansen (CDr) Inverno/CP (Italy) 2003
- Zona Mutilazioni (CDr) CP incisioni (Italy) 2004
- Bambinocheride (CDr) Deserted Factory (Japan) 2004
- Zona Mutilazioni Seconda Edizione (CDr) Assassin Monk (USA) 2004
- Corpo Sbagliato - Era Sbagliata (CDr) Tosom (Germany) 2005
- Zona Mutilazioni Terza Edizione (CDr) Cold Current (Italy) 2005
- Nel Diciassettesimo Giorno Del Mese (CDr) Blade Records (Italy) 2005
- Il Morbo Di Hansen + Il Lutto E Le Alterazioni Degli Stati Di Coscienza (2 x CDr) CP incisioni (Italy) 2006
- CORPOPARASSITA / CLIMAX DENIAL split - ita/usa (cass) WWE (USA) 2006
- Inesorabile (CD) Final Muzik (Italy) 2007
- Ilbelgioco (3" CD) Industrial Culture Records (UK) 2007
- Mascatagliata (CDr) Arachnida (Canada) 2008
- Col Suo Magico Flagello (Cass) Inverno (Italy) 2009
- Cultura Del Postumo E Dell'Inanimato (Cass) The Tourette Tapes (Germany) 2009
- L'affannoso respiro del gatto (CDr) Abgurd (Russia) 2010
- CORPOPARASSITA/DYSKINESIA split (CD) Frohike (Italy) 2010
- Gatti rossi (mp3 single) Gatti rossi che cadono (Italy) 2010
- CORPOPARASSITA/SATURN FORM ESSENCE/+C+P+B+ 3 ways split (CDr) Nothing compared to the rest (Belgium) 2010
- CORPOPARASSITA/EARTH INCUBATOR split (CD card) ... (Russia) 2010
- Eterno dal volto di vipera (Tape) Licht Und Stahl (Germany) 2011
- Il trapasso nei voti battesimali (CDr) BUH Records (Perù) 2011
- Athame (Tape) CP incisioni (Italy) 2011
- CORPOPARASSITA/SALMONELLA "yume....utsutsu" Split (Tape + CDr) Obakekoubou (Japan) 2011
- Modulazioni Melmose (CDr) BUH Records (Perù) 2012
- Corpoparassita | thisGrey hates the sun - Final Muzik CD-Singles Club 01  (CDr, EP, Ltd) Final Muzik (Italy) 2014
- La Casistica Delle Agonie Prolungate  (Cass. Album) Anatomical Records (Italy) 2015
- Sottosuolo | Corpoparassita - split "La Papessa" (Cass) Detriti Records (Germany) 2016